# 2015 UN105
2015 UN105 est un objet transneptunien faisant partie des objets détachés.